# Puls Polski Extra
Puls Polski Extra – magazyn reporterski emitowany raz w tygodniu na antenie TVP Info o charakterze interwencyjno-dochodzeniowym, w którym dziennikarze ujawniają urzędnicze patologie oraz kulisy spraw kryminalnych.
W każdym wydaniu przedstawiana jest główna historia opowiedziana w kilku odsłonach – felietonach reporterskich.